# Oxytropis evenorum
Oxytropis evenorum är en ärtväxtart som beskrevs av Boris Alexandrovich Jurtzev och Andrej Pavlovich Khokhrjakov. Oxytropis evenorum ingår i släktet klovedlar, och familjen ärtväxter. Inga underarter finns listade i Catalogue of Life.